# Pula (Hongarije)
Pula is een plaats (község) en gemeente in het Hongaarse comitaat Veszprém. Pula telt 235 inwoners (2015).

## Geschiedenis
Tot 1950 behoorde het dorp toe aan comitaat Zala.

## Afbeeldingen

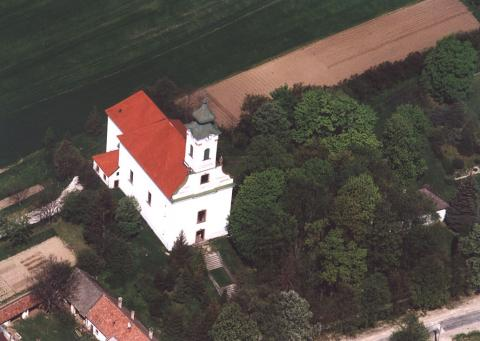
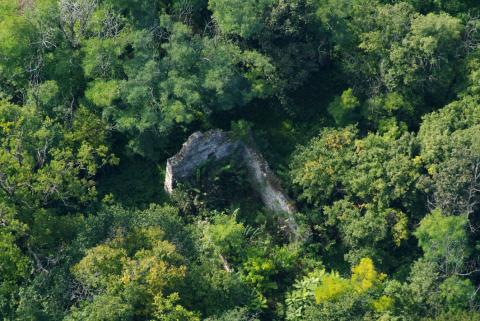